# Celly Cel
Celly Cel (nacido como Marcellus McCarver) de Vallejo, California, es un rapero norteamericano y productor de hip hop, conocido por sus rimas de 'gangsta rap'. Lanzó su primer sencillo en su discográfica Realside Records en 1992 llamado Lifestyle of a Mack. Celly Cel debutó en 1994 con Heat 4 Yo Azz, y un año después Killa Kali. Volvió en 1998 con G-Filez. A mediados del año 2000 sacó a la venta Deep Conversation. Celly Cel ha colaborado con raperos del Bay Area como E-40 y B-Legit en diversas ocasiones. 

## Biografía
Temprano en los '90, fue introducido al mundo del rap por su amigo y también rapero E-40. E-40 vivía cerca de Celly Cel y acababa de publicar su disco Click. Ya eran colegas cuando B-Legit apareció por casa de Celly Cel para oír su música y el trato estuvo hecho. Unos días después Celly Cel firmó con Sick Wid it Records. Lanzó su primer disco a nivel mundial en 1994. Grabó su primer vídeo llamado "Hot Sunny Day" el cual fue muy publicado en B.E.T.. Ya era oficial: Celly Cel se acababa de convertir en una estrella del rap. Lanzó su siguiente disco y rápidamente la canción "It's goin' down" se convirtió en un clásico. En 1998 sacó a la venta su último disco con Sick Wid it Records, G-Filez, y pensó que era el momento adecuado de su vida de comenzar con su propio sello discográfico. Lo llamó Realside Records, porque allí fue donde todo comenzó, y publicó su disco Deep Conversation en el año 2000. Más tarde ese año publicó un recopilatorio llamado "Live from the Ghetto" en el cual colaboraron numerosos raperos famosos de todo el país. El 4 de abril de 2006, Celly Cel publicó su último disco, Slaps, Straps & Baseball Hats, en el cual aparecen Mistah F.A.B., The Game, Lil' Flip, Turf Talk, Luni Coleone, Levitti, Sean-T, DC, y más.

## Álbumes
| · 1994: Heat 4 yo azz                   |
| · 1996: Killa Kali                      |
| · 1998: The G filez                     |
| · 1999: The best of Celly Cel           |
| · 2000: Deep conversation               |
| · 2002: Song'z u can't find             |
| · 2005: It'z real out here              |
| · 2006: The wild west                   |
| · 2006: The hillside spranglaz          |
| · 2006: Slaps, straps and baseball hats |
| · 2006: Brings the gumbo pot            |